# Шихмурадов, Борис Оразович
Бори́с Ора́зович Шихмура́дов (туркм. Boris Orazowiç Şyhmyradow; род. 25 мая 1949) — туркменский политический деятель армянского происхождения, бывший министр иностранных дел Туркменистана (6 июня 1995 — 28 июля 2000), позже был послом Туркменистана в Китае (11 марта 2001 — 30 октября 2001). В 2002 году арестован и приговорён к пожизненному сроку заключения за покушение на президента Туркменистана Сапармурата Ниязова, достоверные сведения о его дальнейшей судьбе отсутствуют.

## Биография
Родился 25 мая 1949 года в Ашхабаде.

### Образование и ранняя карьера
В 1966 году окончил русскую школу в Ашхабаде, в 1971 году — факультет журналистики МГУ. С 1971 по 1986 год был на журналистской работе в АПН, работал в посольствах СССР в Пакистане и Индии (1971—1992). С 1983 по 1986 год учился в Дипломатической академии Министерства иностранных дел СССР.

### В Туркменистане
В 1992 году был первым заместителем министра иностранных дел Туркменистана и заместителем председателя Кабинета Министров Туркменистана.
С 1993 по 1999 год в разное время курировал министерство иностранных дел, правоохранительные органы, спорт. До середины 2000 года был министром иностранных дел, затем был назначен специальным представителем президента по вопросам Каспийского моря и Афганистана, ректором Туркменского национального института спорта и туризма, президентом Национального Олимпийского комитета Туркменистана.
С марта по октябрь 2001 года был послом Туркменистана в Китае.
В ноябре 2001 года Шихмурадов заявил о переходе в открытую оппозицию Ниязову и возглавил созданное им Народно-демократическое движение Туркменистана. 10 декабря 2001 года открыл сайт «Гундогар».

### Обвинения
25 ноября 2002 года, по официальной версии властей Туркменистана, в Ашхабаде на Ниязова было совершено покушение: дорогу президентскому кортежу преградил грузовик КАМАЗ, а кортеж подвергся обстрелу. Ниязов не пострадал. Почти сразу после этого Ниязов заявил о том, что готовился государственный переворот и объявил виновниками покушения Бориса Шихмурадова и ряд других оппозиционеров. Начались преследования его родственников, был арестован младший брат Бориса Шихмурадова — Константин.
Сам Шихмурадов, согласно его заявлению от 24 декабря 2002 года, с начала сентября находился в Туркменистане, где НДДТ готовила массовые мирные выступления граждан в Ашхабаде, Туркменабаде, Дашогузе и других городах Туркменистана, чтобы потребовать отставки Ниязова и проведения свободных выборов. Шихмурадов заявил о своей невиновности в покушении (которое он считал инсценировкой), сообщил, что сдаётся властям, чтобы не допустить дальнейших репрессий над своими сторонниками, а также снял с себя ответственность за свои слова, которые могут появиться в туркменских СМИ после его ареста, объяснив это применением пыток и психотропных препаратов в тюрьмах Туркменистана. 25 декабря 2002 года Борис Шихмурадов добровольно сдался властям Туркменистана..
29 декабря по национальному телевидению было показано выступление Бориса Шихмурадова, где он заявил: «Мы являемся преступной группировкой, мафией. Среди нас нет ни одного нормального человека. Все мы — ничтожества. Я не человек, который способен управлять государством, а наоборот — преступник, который способен только разрушать государство… Мы, проживая в России, занимались употреблением наркотиков и в состоянии опьянения вербовали наёмников для совершения террористического акта. Наша задача была дестабилизировать обстановку в Туркменистане, подорвать конституционный строй и совершить покушение на президента».
30 декабря 2002 года Верховный суд Туркменистана приговорил Бориса Шихмурадова к 25 годам лишения свободы — в тот момент максимально возможному уголовному наказанию. Но уже в этот же день делегаты Халк Маслахаты потребовали применения к Шихмурадову смертной казни; по предложению Ниязова это наказание было заменено на пожизненное лишение свободы, для чего в конституцию Туркменистана была на том же заседании внесена соответствующая поправка.
После этого из Туркменистана приходили сообщения о критическом состоянии Шихмурадова. Ходили слухи о том, что он умер, по другим слухам, его видели свободно гуляющим по Ашхабаду. Точное место заключения неизвестно, по самой распространённой версии, он находился в подвале здания министерства национальной безопасности.
В феврале 2004 года вышла книга за авторством Бориса Шихмурадова «Я сам и мои сообщники-террористы», в которой описываются подробности покушения. Имеется мнение, что книга могла быть написана журналистом, приближённым к Сапармурату Ниязову.
По словам лидера оппозиционного движения Туркменистана «Ватан», в первый же день после смерти Ниязова Борис Шихмурадов был срочно переведён из Ашхабада в тюрьму города Туркменбаши, по-видимому из-за опасений налёта на столичную тюрьму.
После смерти Сапармурата Ниязова, его преемнику Гурбангулы Бердымухамедову во время посещения Колумбийского университета задали вопрос, живы ли оппозиционеры Борис Шихмурадов и Батыр Бердыев. Президент Туркменистана выразил уверенность в том, что экс-министры иностранных дел живы.
По некоторым сведениям, Шихмурадов отбывал наказание в тюрьме для особо опасных преступников Овадан-Депе и скончался в заключении в 2007 году (по другим данным — был тайно убит в тюрьме БЛ-Т/5 в городе Туркменбаши в период между апрелем 2003 и ноябрём 2005 года).
В 2014 году Комитет ООН по правам человека признал, что права Шихмурадова нарушены несправедливым судебным разбирательством и содержанием его без контакта со внешним миром.

## Семья
Его отец, Ораз Оразович Шихмурадов — туркмен-ахалтеке родом из Бахардена, офицер НКВД, народный комиссар госконтроля Туркменской ССР, в 50-е годы занимал пост 3-го секретаря ЦК компартии Туркменской ССР, депутат Верховного Совета Туркменской ССР V созыва (1959—1963). Мать Мария Николаевна, по национальности армянка, умерла 16 июня 2011 года. Брат — Константин Оразович (1951 г.р.), арестован 7 декабря 2002 года.
Жена — Татьяна Шихмурадова, по национальности русская. Два сына — Байрам и Александр. В 2010-х Байрам стал независимым журналистом, возглавил интернет-портал Gundogar.org. Также он давал интервью о своём пропавшем отце.